# Бензик Михайло Семенович
Михайло Семенович Бензик (Бензік, Бендзік) (24 листопада 1895 — †?, Франція?) — хорунжий Армії УНР.

## Біографія
Народився 24 листопада 1895 року у с. Чапліївка Кролевецького повіту Чернігівської губернії (зараз Шосткинський район Сумської області) у сім'ї унтер-офіцера Семена Бензика та його дружини Єлизавети.
Колишній юнак 1-ї Української військової школи ім. Б. Хмельницького, учасник бою під Крутами.
Півсотенний Окремого кінного ім. П. Болбочана дивізіону.
У 1918—1923 рр. хорунжий 2-ї чоти кінної сотні 2-го Запорозького полку та кінного полку Чорних запорожців. Сотенний, комендант і оперативний ад'ютант полку (1919—1921).
Учасник Першого Зимового походу, лицар Залізного хреста за Зимовий похід і бої. Згадується у спогадах Петра Дяченка.
Подальша доля невідома. В одному з досліджень про українську громаду Франції після Другої світової війни є констатація, що "пан і пані Бендзік… провели всю свою молодість в українській громаді в Нормандії".